# حزب وطن افغانستان
حزب وطن افغانستان یک حزب سیاسی سوسیال دموکرات در افغانستان است. این حزب خود را «ملی و دموکراتیک، مترقی و اصلاح‌طلب» معرفی می‌کند.

## تاریخچه
این حزب در تبعید در زمان رژیم طالبان در ۲۸ ژوئن ۱۹۹۷ در مونیخ آلمان تأسیس شد و اعضایی در داخل کشور دارد که به‌طور رسمی ثبت نشده‌است. این حزب خود را ادامه اندیشه‌های چپ محمد نجیب‌الله و حزب دموکراتیک خلق افغانستان می‌داند که در سال ۱۹۹۰ به عنوان جانشین حزب حاکم دموکراتیک خلق افغانستان (PDPA) تأسیس شد. کنفرانس مونیخ، محمد عیسی جسور را به عنوان رهبر حزب انتخاب کرد. این حزب دومین کنگرهٔ خود را در سال ۲۰۰۰ در فرانکفورت/ماین برگزار کرد.
هزاران نفر در یک رویداد در ۲۸ ژوئیه ۲۰۱۷ در هتلی در کابل برای چهارمین «گردهمایی مشورتی برای راه‌اندازی مجدد قانونی حزب وطن» شرکت کردند. این حزب در گذشته تلاش کرد با نام حزب دموکراتیک خلق افغانستان (PDPA) ثبت نام کند اما از ثبت نام خودداری شد.

## ایدئولوژی
این حزب نه با خلق و نه پرچم (که آنها را «کارملیست») می‌نامند، همذات پنداری نمی‌کند. این حزب خود را «ملی و دموکراتیک، مترقی و اصلاح‌طلب» توصیف کرده و مخالف مداخله خارجی به ویژه پاکستانی ها در افغانستان است.